# Himantolophus cornifer
Himantolophus cornifer — вид вудильникоподібних риб родини Himantolophidae. Це морський, батипелагічний вид. Зустрічається у тропічних та субтропічних широтах по усіх океанах на глибині до 1900 м. Тіло сягає завдовжки 20,8 см.